# Hustla’s Handbook
Hustla’s Handbook – siódmy studyjny album amerykańskiego rapera Macka 10. Gościnnie występują Nate Dogg, Red Cafe, Chingy, Young Soprano, i inni.
Jest to pierwszy album, w którym nie występuje Ice Cube.

## Lista utworów
1. „Like This” (featuring Nate Dogg)
2. „Da Bizness”
3. „Pop” (featuring Red Cafe & Wanted)
4. „Dome Shot” (featuring Young Soprano)
5. „Don’t Hate Me” (featuring DL & Wanted)
6. „The Testimony” (featuring Young Soprano & Pastor Steven Hamilton)
7. „Step Yo Game Up” (featuring B-Real & DJ)
8. „So Gangsta” (featuring Butch Cassidy)
9. „I’m a Star” (featuring Ruka Puff & Bigga Brown)
10. „My Chucks”
11. „Keep It Hood” (featuring Bre Perry)
12. „Cognac & Doja (featuring Butch Cassidy & Young Soprano)
13. „By the Bar” (featuring Kanary Diamonds & Wanted)
14. „Mack Sinatra” (Skit)
15. „Livin Just to Ball”
16. „Ride Out” (featuring Chingy) (Bonus track)